# Anem a fer bronze
Anem a fer bronze (títol original: Les Bronzés) és una pel·lícula francesa de Patrice Leconte estrenada el 1978. Posa en escena la tropa del Splendid després de la seva obra de teatre: Amour, Coquillages et Crustacés. Ha estat doblada al català.
És una paròdia dels clubs de vacances del tipus Club Mediterranée. La pel·lícula va assolir un èxit correcte en la seva estrena en sales (2,2 milions d'entrades). Però, al fil del temps, ha esdevingut un clàssic del cinema popular francès.

## Argument
1978. Gigi, Jérôme, Christiane, Jean-Claude i Bernard arriben al mateix temps al club Med d'Assinie a Costa d'Ivori. Bernard retroba la seva esposa Nathalie, instal·lada al poble des de fa una setmana. Popeye, cap d'esports, Bobo i Bourseault, presentadors, els acullen.
Immediatament, les afinitats s'instal·len en el petit grup on cadascú ha vingut amb l'esperança de fer noves conquestes.

## Personatges
- Bernard Morin (Gérard Jugnot): retroba la seva dona Nathalie (Josiane Balasko) que és en aquest club des de fa una setmana. Cadascun dels dos enganya la seva parella, però de manera oberta, en una forma de competició.
- Jean-Claude Degués (Michel Blanc): un solter maldestre que ha vingut a aquest club per conèixer gent més que per fer descansar. Li agrada el solfeig i toca l'harmonica. És cinturó taronja de karate.
- Jérôme (Christian Clavier): Metge. Sense parar és molestat però no perd mai un minut per lligar.
- Gigi (Marie-Anne Chazel) és una jove una mica ingènua que busca l'amor…
- Christiane (Dominique Lavanant): una esthéticienne arribada de províncies, que desitjaria trobar algú.
- Popeye (Thierry Lhermitte): l'únic que no ha vingut al club, ja que hi és el presentador. Lligador empedreït, enganya constantment la seva dona però no suporta que aquesta tingui una relació, també li falta de vegades de confiança en ell mateix.
- Bourseault (Michel Creton): un presentador còmic que li agrada fer riure tots els participants. És l'únic personatge que té un final tràgic (mor punxat per una ratlla).
- Bobo (Luis Rego): un altre presentador, de nom Georges Pelletier. No apareixerà en els dos següents lliuraments.
- Marcus (Guy Laporte): el cap del poble (que interpretarà el paper de codirector del magasin d'esquí en Els bronzejats fan esquí).
- Miguel Weissmuller (Martin Lamotte): un altre presentador que dona cursos de dibuix.
- Gilbert (Bruno Moynot): un estiuejant, les raons del qual per venir a aquest club són prou misterioses. No es diverteix mai i sempre està emprenyat.